# Hakea ambigua
Hakea ambigua (лат.) — кустарник, вид рода Хакея (Hakea) семейства Протейные (Proteaceae), встречающийся только на горах Стерлинг-Рейндж в Западной Австралии.

## Ботаническое описание
Hakea ambigua — прямостоящий разветвлённый кустарник высотой от 1 до 3 м с гладкой серой корой. Мелкие ветки волосатые. Гладкие светло-зелёные листья располагаются попеременно на стебле длиной 40–100 мм и шириной 5–18 мм. Листья шире посередине с тремя продольными жилками с обеих сторон с тупым концом. Цветоножки длиной 3–4 мм, околоцветник длиной 5–6 мм гладкий, без волосков. Сладкие душистые кремово-белые или жёлтые цветы, иногда с розовым оттенком, появляются в пазухах листьев с августа по октябрь. Гладкие округлые плоды имеют длину до 4 см, ширину 1–1,5 см и сужаются к выступающему клюву. Кустарник используется для контроля эрозии, живых изгородей и как местообитание для диких животных.

## Таксономия
Вид Hakea ambigua был впервые был официально описан швейцарским ботаником Карлом Мейсснером в 1848 году, который опубликовал описание в книге Иоганна Лемана «Plantae Preissianae». Типовой образец был собран шотландско-австралийским ботаником Джеймсом Друммондом у реки Суон. Видовое название — от латинского ambiguus, означающего «двойное значение», «сомнительный» или «неопределённый», поскольку Мейсснер считал этот вид сомнительным «относительно родственных связей».

## Распространение и биология
Встречается вдоль южного побережья в регионах Большой Южный и Юго-Запад Западной Австралии. Основная часть популяции ограничена хребтом Стерлинг-Рейндж. Встречается на склонах холмов, произрастает в основном в кустарниках и эвкалиптовых зарослях на песчаных каменистых кварцитовых почвах и суглинках. Требует хорошей освещённости и дренажа.